# Taufik Tubi
Taufik Tubi (arab. توفيق طوبي, hebr. תופיק טובי, ur. 11 maja 1922 w Hajfie, zm. 12 marca 2011) – izraelski polityk pochodzenia arabskiego, w latach 1949–1990 lewicowy poseł do Knesetu.
W wyborach parlamentarnych w 1949 po raz pierwszy dostał się do izraelskiego parlamentu. Zasiadał w Knesetach od I do XII kadencji z list kolejno Komunistycznej Partii Izraela, Rakach i Hadasz.